# Arnau Fonolleda
Arnau Fonolleda (Barcellona, 1390 – 1475) è stato un politico spagnolo, al servizio di Alfonso V d'Aragona.

## Biografia
Il padre di Arnau era un notaio e cancelliere del re Martino e servì come segretario dei delegati del Compromesso di Caspe. Dal 1431 Arnau Fonolleda appare come impiegato pubblico e notaio in curia. Nel 1436 iniziò a fungere da segretario presso re Alfonso V e, come tale, esercitò numerose missioni politiche e diplomatiche tra il 1436 e il 1449. Scrisse lettere agli ambasciatori al Concilio di Basilea, al duca di Milano e al papa. Ha agito come custode del patrimonio reale nel Regno di Sicilia. In qualità di segretario di Alfonso V, che diede una svolta umanistica alla sua corte napoletana, Arnau Fonolleda fu in contatto con numerosi umanisti ed intellettuali del tempo. Lorenzo Valla, ad esempio, dedicò la sua versione latina delle favole d'Esopo nel 1438, che fu infine stampata a Valencia nel 1480. Fu in contatto con Leonardo Bruni detto l'Aretino e con il patriarca di Costantinopoli. Nel 1446 fu nominato sindaco generale della Catalogna, e fino alla morte del re Alfonso fece anche da protonotario e suo consigliere.

## Opere
- Epistula ad Leonardum Aretinum
- Epistula ad Archiepiscopum Constantinopolitanum
- Epistulae
- Epistula regis Alphonsi
- Incipits
- Cartes catalanes
- Cartes en castellà
- Testamentum regis Alphonsi